# Bresegard bei Picher
Bresegard bei Picher là một đô thị ở bang Mecklenburg-Vorpommern của Đức, thường gọi tắt là Bresegard. Bresegard bei Picher thuộc huyện (Landkreis) Ludwigslust-Parchim (trước thuộc huyện Ludwigslust), nằm gần tuyến xa lộ chính giữa Berlin và Hamburg.
Đô thị này có diện tích 16,57 km2, dân số cuối năm 2006 là 354 người. 